# Hertha Kraus

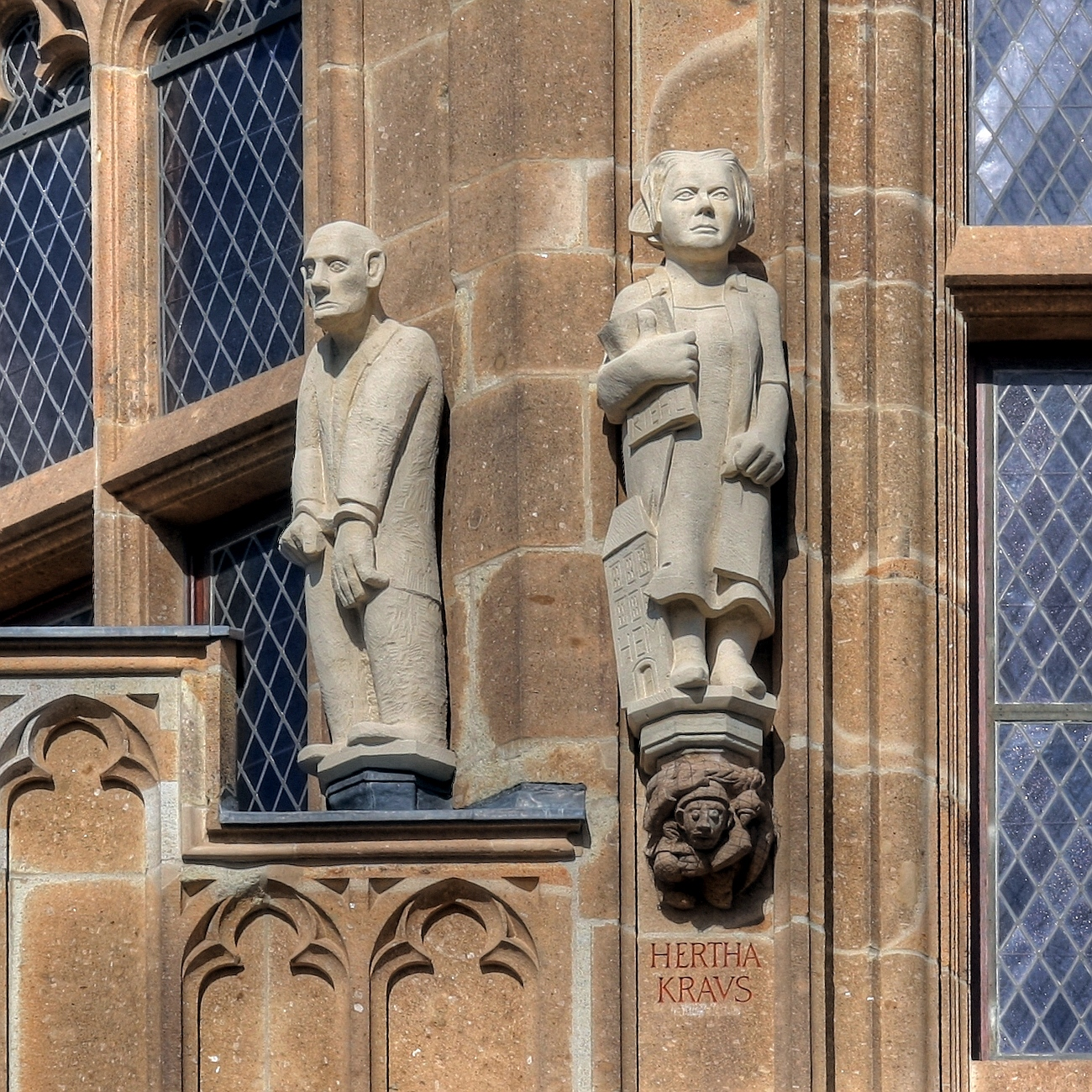
Rechts: Statue der Hertha Kraus am Kölner Rathausturm

Hertha Kraus (* 11. September 1897 in Prag, Österreich-Ungarn; † 16. Mai 1968 in Haverford, Pennsylvania) war eine deutsch-amerikanische Sozialwissenschaftlerin.

## Leben und Wirken
Sie war das älteste von zwei Kindern des Ehepaares Alois und Hedwig Kraus (geb. Rosenfeld). Anfang des 20. Jahrhunderts übersiedelte die Familie nach Frankfurt am Main, wo der Vater bis 1933 als Hochschullehrer tätig war. Nach Abschluss der Schiller-Schule studierte sie an der Frankfurter Universität zuerst Wirtschaftswissenschaften und später Sozialwissenschaften bei Christian Jasper Klumker, dem damals einzigen Inhaber eines Lehrstuhls für Fürsorgewissenschaften und Statistik. Kraus promovierte 1919 zum Dr. rer. pol. mit dem Thema Über Aufgaben und Wege einer Jugendfürsorgestatistik. Noch während ihres Studiums schloss sie sich der Lebens- und Glaubensgemeinschaft der Quäker an und trat aus der Israelitischen Gemeinde aus.
Nach dem Studium arbeitete Hertha Kraus als Sekretärin bei den Quäkern in Berlin-Brandenburg. In dieser Position stand sie in Verbindung mit Friedrich Siegmund-Schultze, dem Gründer eines der ersten deutschen Nachbarschaftsheime der Sozialen Arbeitsgemeinschaft Berlin (Ost). Im Jahre 1923 holte der damalige zentrumszugehörige Oberbürgermeister von Köln, Konrad Adenauer, die gerade 26-Jährige an die Stadt am Rhein. Dort sollte die junge Stadtdirektorin und Leiterin des Wohlfahrtsamtes, eine überzeugte Sozialdemokratin, die Idee der settlements und der Nachbarschaftsheime in die Tat umsetzen. Daneben unterrichtete sie an der Wohlfahrtsschule der Stadt Köln, unterstützte ein Quäkerhilfswerk für erwerbslose junge Mädchen und war unter anderem noch Mitglied des Hauptausschusses des Deutschen Vereins für öffentliche und private Wohlfahrtspflege sowie der Arbeiterwohlfahrt. Ab 1927 veranlasste sie die Errichtung einer Anlage mit einem Wohnstift, Pflegeheimen und einem Versorgungsbereich für Personen mit körperlichen und psychischen Einschränkungen auf dem Gelände der ehemaligen Pionierkasernen an der Boltensternstraße in Köln-Riehl. Nach ihrer Fertigstellung 1934 waren die Riehler Heimstätten die größte derartige Einrichtung im Deutschen Reich.
1933 nahm ihre berufliche Karriere wegen ihrer jüdischen Herkunft ein abruptes Ende. Zudem war sie noch Mitglied der SPD und galt als politisch unzuverlässig. Um einer drohenden Verhaftung zu entgehen, flüchtete Hertha Kraus nach Lindenfels und emigrierte schließlich im Sommer 1933 in die USA, die sie durch ausgedehnte Studienreisen bereits gut kannte. Durch ihre gute Beziehung zu den Quäkern erhielt sie unmittelbar eine Stelle als Dozentin am Institut of Technology in Pittsburgh/Pennsylvania. 1936 wurde sie, inzwischen Mitglied der National Association of Social Work, zur Professorin für Social work and Social Research am renommierten Quäker-Bryn Mawr College in Philadelphia berufen. Ferner unterrichtete sie zeitweise ehrenamtlich an mehreren Hochschulen und engagierte sie sich im Rahmen der American Society of Friends in der Flüchtlings-, später in der Auslandshilfe. 1939 wurde Hertha Kraus amerikanische Staatsbürgerin.
Kurz vor dem Zusammenbruch des Nationalsozialismus schrieb Konrad Adenauer an die ehemalige Stadtdirektorin:
Ich habe eine große Bitte an Sie. Kommen Sie doch wenigstens für einige Zeit, so bald als eben möglich, herüber! Ich könnte mir denken, daß das ein großes Opfer für Sie bedeuten würde. Aber ich kenne ja Ihre Hilfsbereitschaft und Ihre Arbeitsfreudigkeit... Ich glaube, Sie könnten sowohl der Stadt Köln wie Deutschland und unseren gemeinsamen Idealen sehr wertvolle Dienste leisten.
Im September 1946 kam Hertha Kraus erstmals als Special Representative des American Friends Service Committee (Dachverband der nordamerikanischen Quäker) in das zerstörte Deutschland. Es folgten viele weitere Besuche. Sie hielt unter anderem Fort- und Ausbildungskurse zu der amerikanischen Methode des Social Case-Work, unterstützte die Gründung von Nachbarschaftsheimen (bis 1952 entstanden insgesamt 13 solcher Einrichtungen) sowie die Reorganisation der Arbeiterwohlfahrt. Ihrer Initiative ist es auch zu verdanken, dass sich im Frühjahr 1950 der Deutsche Landesausschuß der Internationalen Konferenz für Sozialarbeit wieder konstituierte und einige Monate später eine deutsche Delegation an der Internationalen Konferenz für Sozialarbeit in Paris teilnahm.
Hertha Kraus reiste 1963 als Delegierte des American Friends Service Committee nach Deutschland um zwischen den beiden deutschen Staaten zu vermitteln. Dabei verhandelte sie auch mit Willy Brandt und Walter Ulbricht:
Die Deutschland-Mission von 1963 beschäftigte Hertha Kraus noch bis an das Ende ihres Lebens. Sie wurde immer wieder zu Vorträge hierfür eingeladen und gab Interviews dazu. Sie mag in der allerletzten Phase ihres Lebens in dem Bewußtsein gelebt haben, doch noch aktuell gefragt zu sein. Ihren Nimbus als eine 'der' Fachpersonen des Sozialwesens der Vereinigten Staaten und Deutschlands in früheren Jahren hatte sie ohnehin irreversibel gesichert.
Ihre letzten Lebensjahre waren durch schwere Krankheiten gezeichnet. Sie starb an einem Bluthochdruckschock. Hertha Kraus fand ihre letzte Ruhestätte auf dem Quäkerfriedhof in Haverford in einem gemeinsamen Grab mit Gertrud Schulz, ihrer bereits 1952 verstorbenen Lebenspartnerin.
In Köln-Riehl erinnert eine Straße an sie.
Die TH Köln vergibt den Hertha-Kraus-Preis für herausragende Abschlussarbeiten im Bereich Management und Organisation in der Sozialen Arbeit.

## Schriften (Auswahl)
- Von Mensch zu Mensch. Casework als soziale Aufgabe. Frankfurt/Main 1949.
- Casework in USA. Theorie und Praxis der Einzelhilfe. Frankfurt/Main 1950.
- Sozialstatistische Materialien zur Gegenwartskunde. Frankfurt/Main 1951.